# 片岡哲
片岡 哲（かたおか てつ、1965年 - ）は、日本のプロダクトデザイナー。　日本大学芸術学部デザイン学科非常勤講師。代表作であるVAIO Note Z は、日本の工業デザインに大きな影響を与え、新しいソニーのスタイルを築き上げた。現在は海外メーカーの仕事を中心に活躍している。

## 経歴
- 1988年 - 日本大学芸術学部デザイン学科 卒業
- 1988年 - ソニー株式会社　デザインセンター 入社
- 1994年 - Sony Corporation of America
- 1998年 - ソニー株式会社 デザインセンター
- 2004年 - フリーランスとしてKataoka Design Studio 設立

## 主な作品
- ソニー
  - Handycam PRO VX-1
  - VAIO Note Z [1]
  - VAIO U101[2]
- Samsung
  - Samsung System Camera NX200
- funaction
  - f.Cushion [3]

## 主な受賞歴
- グッドデザイン賞 （2013年 タブレットパソコン "チャレンジタブレット" 他）[4]
- red dot design award "best of the best" 2004　（Sony VAIO Note Z）
- red dot design product award 2010　（funaction　"f.Cushion"）
- iF product design award 2012　（Samsung System Camera NX200）[5]